# Katrin Müller (ski acrobatique)
Pour les articles homonymes, voir Müller et Katrin Müller.
Ne doit pas être confondu avec kathrin Müller (triathlon).
Katrin Müller, née le 31 mars 1989 à Dielsdorf, est une skieuse acrobatique suisse spécialiste du ski cross. 

## Carrière
Katrin Müller a débuté au niveau international en 2007 et fait ses premiers pas en Coupe du monde en janvier 2008. Elle obtient son premier podium à Grasgehren en janvier 2011 et sa première victoire à Götschen en février 2012.

## Palmarès

### Jeux olympiques
- Vancouver 2010 : 18e
- Sotchi 2014 : 10e

### Championnats du monde
- 2 participations (2011, 2013)
- Meilleur résultat : 14e en 2011

### Coupe du monde
- Meilleur classement général : 9e en 2012.
- Meilleur classement en ski-cross : 3e en 2012.
- 12 podiums dont 3 victoires.